# Нарциссическое обеспечение
Нарциссическое обеспечение, нарциссический ресурс — термин в психоанализе, обозначающий патологическую или чрезмерную потребность во внимании или восхищении со стороны созависимых людей.
Концепция была введена еврейско-австрийским психоаналитиком Отто Фенихелем в 1938 году для описания типа восхищения, межличностной поддержки или средств к существованию, получаемых человеком от его окружения и необходимых для его самооценки.

## История
Отто Фенихель, взяв за основу концепции нарциссического удовлетворения психоаналитиков Фрейда и Карла Абрахама, и подчеркнул наличие нарциссической потребности в ресурсах на раннем этапе развития, позволяющей маленьким детям поддерживать чувство психического равновесия. Фенихель выделил две основные стратегии получения таких нарциссических ресурсов — агрессию и заискивание, которые позже могли перерасти в садизм и покорность соответственно .
Психоаналитик Эрнст Зиммель (1920) рассматривал невротическую азартную игру как попытку во взрослом возрасте вернуть примитивную любовь и внимание, недополученные в детстве. Для самого Фенихеля потеря жизненно важных ресурсов в детстве была ключом к депрессивной предрасположенности, а также к склонности к поиску компенсаторных нарциссических ресурсов впоследствии. Импульсивные неврозы, зависимости, в том числе любовная и азартная, рассматривались им как результаты борьбы за ресурсы в дальнейшей жизни .

## Расстройства личности
Психоаналитик Отто Кернберг считал, что злобный нарциссический преступник характеризуется холодным пренебрежением к другим, если только они не могут быть идеализированы как источники нарциссического снабжения. Селф-психолог Хайнц Кохут считал, что люди с нарциссическим расстройством личности психически деградируют, когда их отрезают от регулярного источника нарциссического питания. Те, кто обеспечивает нарцисса ресурсом, для него являются его частью, поэтому нарцисс стирает все личные границы.

## Проявления нарциссической патологии
В подростковом возрасте нарцисс перенимает «плохую авторитетную фигуру» (обычно своего родителя), одновременно испытывая агрессию к этому взрослому, которая социально не поощряется (ненависть, зависть). Эта социально осуждаемая агрессия укрепляют представление нарцисса о себе как об аморальном человеке. В конечном итоге создаётся дисфункциональное чувство собственного достоинства. Уверенность в себе и самооценка нарцисса становятся нереально низкими и искаженными. Пытаясь подавить «плохие» чувства, нарцисс подавляет и все эмоции. Его агрессия направляется в фантазии или социально законные сферы, такие как экстремальные виды спорта, азартные игры, безрассудное вождение и шоппинг. Нарцисс рассматривает окружающую среду как место враждебное, нестабильное, неудовлетворительное, морально неправильное и непредсказуемое.
У нарциссов, как правило, нет врожденного чувства собственного достоинства. Они нуждаются во внимании или нарциссической поддержке других людей для подтверждения своей значимости, хорошего самочувствия и поддержания своей самооценки. Этот реактивный паттерн и есть патологический нарциссизм.
Нарцисс проецирует ложное «Я» для вызывания постоянного потока внимания или нарциссической поддержки со стороны других людей. Ложное «Я» — это маска, которую нарциссы показывают миру, оно включает в себя желаемые нарциссом качества — быть сильным, элегантным, умным, богатым, имеющим хорошие связи. Затем нарцисс «собирает» реакции на это проецируемое ложное «Я» из своего окружения, которое может состоять из супруга, семьи, друзей, коллег, деловых партнеров и сверстников. Если ожидаемого нарциссического ресурса (лесть, восхищение, внимание, страх, уважение, аплодисменты или одобрение) нет — нарцисс требует или вымогает его. Деньги, комплименты, появление в средствах массовой информации, сексуальные завоевания — все это просто разные формы одного и того же для нарцисса — нарциссического ресурса.